# Sasi, Tavastkyro
Sasi är en tätort (finska: taajama) i Tavastkyro kommun i landskapet Birkaland i Finland. Vid tätortsavgränsningen den 31 december 2021 hade Sasi 282 invånare och omfattade en landareal av 1,93 kvadratkilometer. Tätorten har tidigare gått under namnet Mahnala.